# Малаковщина
Малаковщина (укр. Малаківщина) — село в Летичевском районе Хмельницкой области Украины.
Население по переписи 2001 года составляло 97 человек. Почтовый индекс — 31543. Телефонный код — 3857. Занимает площадь 0,486 км². Код КОАТУУ — 6823085402.

## Местный совет
31543, Хмельницкая обл., Летичевский р-н, с. Снитовка, ул. Колхозная, 17